# リューベチ諸公会議
リューベチ諸公会議（リューベチしょこうかいぎ、ロシア語: Любечский съезд、ウクライナ語: Любецький з'їзд）またはリューベチ会談（リューベチかいだん）は、1097年にリューベチで開かれたルーシ諸公による会談である。領土争いに起因する諸公間の紛争を終わらせ、ルーシを荒廃させているポロヴェツ族に対して団結することを目的として開催された。

## 会議の決定事項と結果
『原初年代記』は、諸公による領土分割に関する話し合いの様子を次のように記している。
上記の記述を整理すると、諸公の領土は以下のように分配されたことになる。
- スヴャトポルク2世[A]：年長者としてトゥーロフ・ピンスクを含むキエフに留まり、キエフ大公の称号を持つ。
- ウラジーミル・モノマフ[B]：ペレヤスラヴリ、スーズダリ、ロストフ、スモレンスク、ベロオゼロ。
- ダヴィド[C]とオレグ[D]兄弟：チェルニゴフとシヴェーリア、リャザン、ムーロム、トムトロカン(ru)。
- イーゴリの子のダヴィド[E]：ルーツィクを含むウラジーミル・ヴォリンスキー。
- ヴァシリコ[F]とヴォロダリ[G]兄弟：テレボヴリ、チェルヴェン(ru)、ペレムィシリ。

しかしリューベチでの決定は、内紛を完全に防ぐことはできなかった。この決定事項は、早くもリューベチ会談の同年に、ヴァシリコから領土を奪おうとした、イーゴリの子のダヴィドによって破られた。ダヴィドはヴァシリコを欺いて捕らえ、両目を抉った。この行為は他の公たちの憤慨を招き、諸公間の紛争へと発展した。1100年、ウヴェティチ（現ウクライナ・ヴィターチウ(uk)）で、紛争を調停するため新たな会議(ru)が開かれた。
リューベチ諸公会議のもう一つの目的であったポロヴェツ族に対しては、スヴャトポルク2世、ウラジーミル・モノマフらをはじめとする諸公の連合軍が、1103年の会戦でポロヴェツ諸部族の連合軍を破った。1111年のドネツ川上流の戦いでは、ポロヴェツ族に大打撃を与えた。その後はポロヴェツ族の攻撃的な行動は減少し、しばしば、ルーシとポロヴェツの指導者層の間で婚姻が結ばれた。また、ルーシ諸公は他の公との紛争に、ポロヴェツ族の援軍を頼むということも起きた。ポロヴェツ族が最大の脅威であることには変わりがなかったが、時代が下ると共に、上記のようにルーシ諸公とポロヴェツ族との関係は変遷していくことになる。

## 評価
リューベチ諸公会議では自分の父の土地を継承する原則が宣言された。またこの宣言は、大規模な封建制土地所有制度という、新しい政治体制をルーシにもたらした。さらに、各公が父から継承した土地で、独立した統治を行うことを意味した。これはルーシの政治的分裂の始まりをも意味した。ウラジーミル・モノマフとムスチスラフ1世の治世（キエフ大公への在位は、両者合わせて1113年 - 1132年。）には、ルーシの統一・強化が推し進められたが、彼らの死後は再び争いが始まった。諸公はキエフ大公の位をめぐって争いながらも、自身の領土は世襲領土として放棄せず、結果的には各地に独立した公国が生まれる一因となった。一方で、分裂は絶対悪ではなく、各地の地方分権が進んだとみなす見方もある。

### リューベチ諸公会議・関係者系図
「2世」等はキエフ大公としての世号、「†」は1097年時点で死亡している人物である。
血縁者のうち、本頁の内容と関連しない人物は系図から省略している。
公位はリューベチ諸公会議により承認された公位を示す。
| †ヤロスラフ |

|  |  | †ウラジーミル |
|  |  |               |

|  |  |  |  | †ロスチスラフ |
|  |  |  |  |               |

|  |  |  |  |  |  | ヴォロダリ[G]↑：ペレムィシュリ公 |
|  |  |  |  |  |  |                                  |

|  |  |  |  |  |  | ヴァシリコ[F]↑：テレボヴリ公 |
|  |  |  |  |  |  |                              |

|  |  | †イジャスラフ |
|  |  |               |

|  |  |  |  | スヴャトポルク[A]↑：キエフ大公 |
|  |  |  |  |                                |

|  |  | †スヴャトスラフ |
|  |  |                 |

|  |  |  |  | ダヴィド[C]↑：チェルニゴフ公 |
|  |  |  |  |                              |

|  |  |  |  | オレグ[D]↑：ノヴゴロド・セヴェルスキー公 |
|  |  |  |  |                                          |

|  |  | †フセヴォロド |
|  |  |               |

|  |  |  |  | ウラジーミル（モノマフ）[B]↑：ペレヤスラヴリ公 |
|  |  |  |  |                                                |

|  |  | †イーゴリ |
|  |  |           |

|  |  |  |  | ダヴィド[E]↑：ヴォルィーニ公 |
|  |  |  |  |                              |